# Санта Лузија
Санта Лузија (порт. Santa Luzia) град је у Бразилу у савезној држави Минас Жераис. Према процени из 2007. у граду је живело 222.507 становника.

## Становништво
Према процени из 2007. у граду је живело 222.507 становника.
| 1991.   | 2000.   |
| ------- | ------- |
| 137,825 | 184,903 |